# Ensilering (dokumentarfilm fra 1957)
 For alternative betydninger, se Ensilering. (Se også artikler, som begynder med Ensilering)
Ensilering er en dansk dokumentarfilm fra 1957 instrueret af Ernst Møholt.

## Handling
Ensileringens kemiske og fysiske processer og deres relation til ensileringens praktiske gennemførelse.